# Sebastiano Brigidi
Sebastiano Brigidi (Montalcino, 19 dicembre 1804 – Montalcino, 28 marzo 1892) è stato un patriota, politico e bibliotecario italiano.

## Biografia
Sebastiano Brigidi, figlio di Alessandro e di Caterina Filippi, nacque a Montalcino il 19 dicembre 1804. Fu patriota, che militò nelle prime file dei cospiratori per l'unità e l'indipendenza d'Italia: per questo fu perseguitato più volte dalle guardie granducali. Si iscrisse nel 1833 alla Giovine Italia di Giuseppe Mazzini. Nel 1848 fu deputato al Parlamento toscano, durante il triumvirato formato da Giuseppe Montanelli, Francesco Domenico Guerrazzi e Giuseppe Mazzoni.
Nel 1860 si candidò al collegio elettorale di Montalcino (Regno di Sardegna), per le elezioni della Camera dei deputati: elezioni che perse con 32 voti, contro i 187 di Pietro Bastogi. Dopo l'Unità d'Italia fu chiamato alla direzione della Biblioteca Riccardiana di Firenze e, poco dopo, gli venne offerta la candidatura politica, che rifiutò.
Scrisse numerose opere morali per la gioventù e alcune poesie e, quando era già vecchio, compilò un Dizionario etimologico, donandone il manoscritto a Luigi Callaini, che era stato suo allievo. Pochi anni prima della sua morte il Governo lo nominò Cavaliere dell'Ordine Mauriziano. Morì a Montalcino il 28 marzo 1892.